# Gesetz über die Verdächtigen

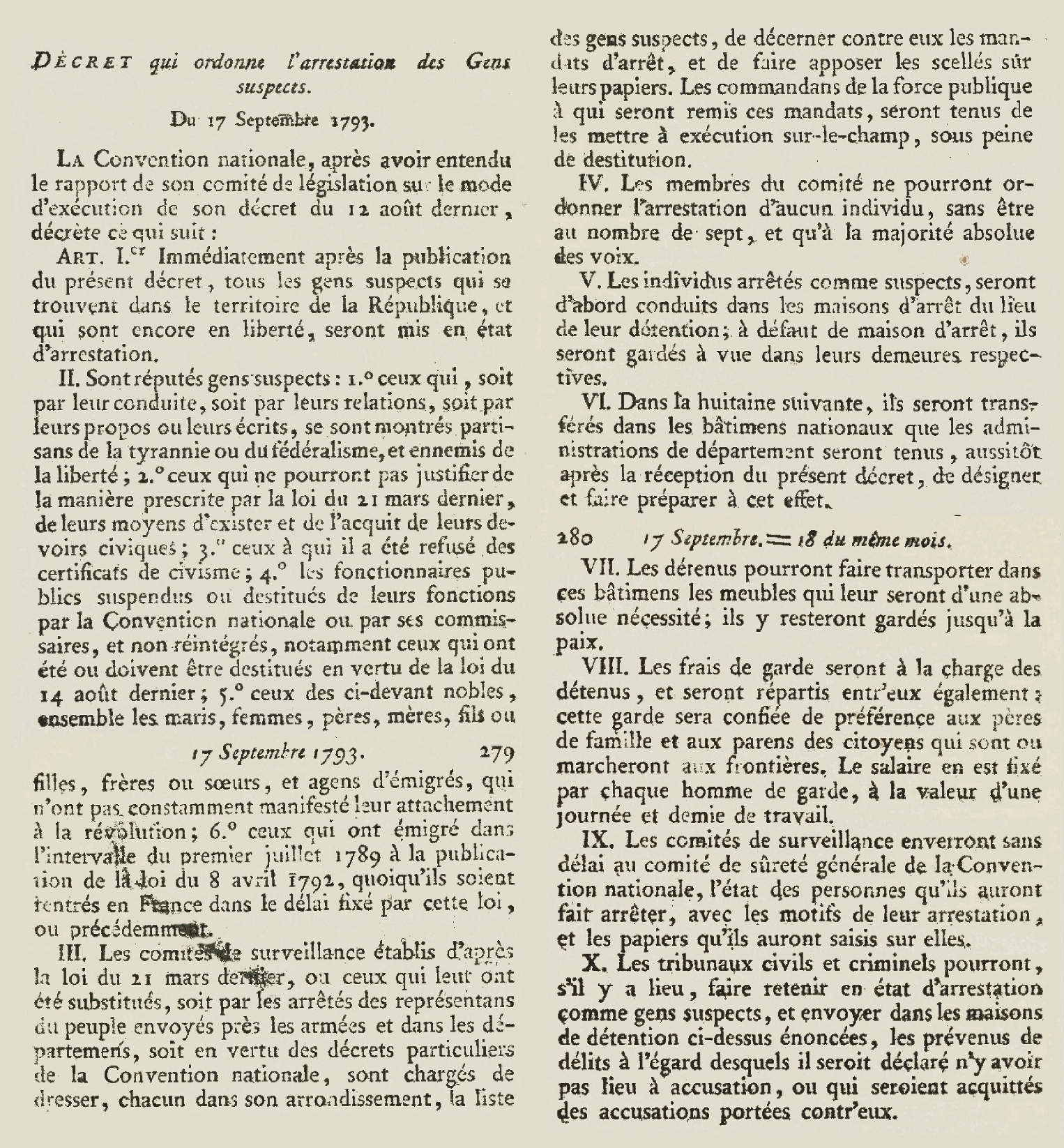
Das Gesetz über die Verdächtigen. Druckfassung von 1793

Das Gesetz über die Verdächtigen (französisch loi des suspects) vom 17. September 1793 war ein Dekret, das der französische Nationalkonvent auf Druck der Septemberbewegung verabschiedete. Es sah die unbefristete Inhaftierung von Menschen vor, die verdächtigt wurden, in irgendeiner Weise gegen die Französische Revolution zu sein. Das Gesetz gehört zu den Maßnahmen, mit denen die Terrorherrschaft institutionalisiert wurde.

## Entstehung
Im Sommer 1793 befand sich Frankreich in einer schweren Krise. Der Krieg gegen Preußen, die Habsburgermonarchie, Großbritannien und andere Staaten hatte keinen günstigen Verlauf genommen. Zwar hatte Frankreich den Vormarsch der Feinde auf Paris in der Kanonade von Valmy stoppen können, doch noch immer standen fremde Truppen auf französischem Boden. Die Integration der neuen revolutionären Truppen in die bestehende Armee kam nicht voran. Die revolutionäre Regierung galt noch nicht überall im Land als legitim: In der Bretagne und der Vendée brachen royalistische Aufstände aus, die sich an den immer neuen Massenaushebungen und dem Berufsverbot für Priester entzündeten, die den Eid auf die Verfassung verweigerten. Die Wirtschaftslage war trotz guter Ernten des Vorjahres schlecht: Die Assignaten, das 1790 neu eingeführte Papiergeld, verloren inflationsbedingt rasant an Wert, in verschiedenen Städten kam es zu Hungerunruhen.
Diese Probleme wurden verbreitet nicht auf eigene Schwäche oder auf unbeabsichtigte Folge eigener Entscheidungen zurückgeführt. Vielmehr erklärte man sie sich verschwörungstheoretisch mit den vermuteten bösen Absichten der Beteiligten. Das Histoire et dictionnaire de la Révolution Francaise spricht von einer regelrechten hantise du complot, einer „Komplottbesessenheit“ der Revolutionäre. Insbesondere Angehörige der Pariser Unterschichten, die Sansculotten, sahen in den Handlungen und Unterlassungen der Verantwortlichen Verschwörungen von „Aristokraten, Gemäßigten, Agenten Pitts etc.“ Das entsprach zwar kaum der Realität, lieferte aber Sündenböcke für alles Unerwünschte. Der Aufstand der Pariser Sansculotten vom 31. Mai bis zum 2. Juni 1793 führte zur Verhaftung der führenden Girondisten, die die Interessen des Besitzbürgertums vertraten. Ihnen wurde vorgeworfen, mit dem abtrünnigen General Charles-François Dumouriez unter einer Decke zu stecken. Durch den Aufstand erhielt die Bergpartei, in der die radikaleren Mitglieder des Jakobinerclubs und die des Club des Cordeliers vertreten waren, die Mehrheit im Konvent. Dies vertiefte jedoch die gesellschaftliche Spaltung: Viele Girondisten schlossen sich nun den Feinden der Revolution an und erhoben sich gegen die neuen Machthaber. Die so genannten „Föderalistenaufstände“ betrafen vor allem den Südwesten und den Süden Frankreichs: In Toulon öffneten die Aufständischen der britischen Flotte den Hafen. Am 13. Juli 1793 fiel der populäre Journalist Jean Paul Marat, der dem Club des Cordeliers angehörte, einem Mordanschlag zum Opfer, was die verbreitete Furcht vor Attentätern, Spionen und Saboteuren sowie die Bereitschaft, ihnen mit terreur entgegenzutreten, weiter vergrößerte.
Das verbreitete Misstrauen zeigte sich ab März 1793 in der Entsendung von mit außerordentlichen Vollmachten versehenen Kommissaren des Konvents, den Représentants en mission, die die Handlungen von Militärs und anderen Regierungsvertretern außerhalb von Paris überwachen sollten. Zur Überwachung der Regierung selbst wurde am 5. und 6. April 1793 der Wohlfahrtsausschuss eingerichtet, der im Laufe des Sommers immer mehr Kompetenzen auf sich vereinigte, sodass er sich zunehmend zur faktischen Notstandsregierung Frankreichs entwickelte. Im gleichen Monat beschloss der Konvent die Errichtung lokaler Überwachungsausschüsse (Comités de surveillance révolutionnaire), die Verdächtige überwachen sollten und Patrioten „certificats de civisme“ ausstellten, Bürgerzeugnisse, in denen dem Inhaber bescheinigt wurde, seinen staatsbürgerlichen Pflichten nachgekommen zu sein.
Die Sansculotten versuchten über die Sektionen Druck auf die ihnen ideologisch nahestehende Bergpartei auszuüben: Sie forderten Preiskontrollen, Maßnahmen gegen Wucher und Spekulation, eine „armée révolutionnaire“ zur Sicherung der Lebensmittelversorgung und die Anwendung von terreur gegen alle, die gegen die Revolution intrigierten. Die Bergpartei wollte diesem Druck von unten zumindest teilweise nachgeben, doch gleichzeitig hatte sie ihn unter Kontrolle zu bringen. Darin bestand ihr Dilemma. Ihr Zögern und der Hochverrat der Bürger von Toulon provozierten den letzten der großen „journées“ der Pariser Sektionen: Vertreter der Sektionen kreisten am 5. September 1793 den Salle du Manège ein, wo der Konvent tagte, und besetzten ihn, ohne dass es zu Gewalttätigkeiten kam. Sie trugen den Abgeordneten die Forderungen der Sektionen vor:

„Es ist Zeit, dass die Gleichheit ihre Sense über alle Köpfe gehen lässt. Es ist Zeit, die Verschwörer in Schrecken zu versetzen. Wohlan, ihr Gesetzgeber, setzt den Terror auf die Tagesordnung!“

Der Konvent gab dem Druck der Straße nach: Ohne Konsultation des Wohlfahrtsausschusses wurden die politischen Forderungen der Parlamentsbesetzer, nämlich die Verhaftung aller Verdächtigen, die Säuberung der Revolutionsausschüsse, die Aufstellung einer Revolutionsarmee und Diäten für die Sitzungen der Sektionen, beschlossen. Die ökonomischen Forderungen dagegen blieben einstweilen unerfüllt.
In der Folge lavierte der Wohlfahrtsausschuss geschickt zwischen den weiter erhobenen Forderungen der Sektionen und dem Konvent, dessen Mehrheit namentlich einer Wirtschaftskontrolle noch zögerlich gegenüberstand, und erlangte dadurch de facto diktatorische Befugnisse. Als Mitte September die Revolutionsausschüsse auf Veranlassung der Sektionen erste Verhaftungen Verdächtiger vornahmen und Gerüchte umliefen, es werde demnächst wieder ein Massaker geben wie im September 1792, legte der Abgeordnete Philippe-Antoine Merlin, um eine missbräuchliche Umsetzung des Beschlusses vom 5. September zu vermeiden, im Gesetzgebungsausschuss einen Textentwurf für ein Gesetz über die Verdächtigen vor, das der Konvent am 17. September 1793 beschloss.

## Inhalt
Das Gesetz ist in zehn Artikel gegliedert. Artikel 1 befiehlt die Verhaftung aller verdächtigen Personen, die sich auf dem Territorium der Republik aufhalten. Artikel 2 bestimmt in einer sehr weiten Definition, wer als verdächtig zu gelten habe:
- Personen, die sich aufgrund ihres Verhaltens, ihrer Äußerungen oder ihrer persönlichen Beziehungen „als Parteigänger der Tyrannen, des Föderalismus“ (gemeint waren die Girondisten) „oder als Feinde der Freiheit“ erwiesen hätten,
- Personen, die die Herkunft ihrer Einkünfte oder die Erfüllung ihrer staatsbürgerlichen Pflichten nicht nachweisen könnten – damit waren Spekulanten gemeint,
- Personen, denen das Bürgerzeugnis verweigert worden war,
- suspendierte oder abgesetzte Beamte des Ancien Régime,
- ehemalige Adlige, sofern sie „nicht ständig ihre Verbundenheit mit der Revolution unter Beweis gestellt“ hätten,
- zurückgekehrte Emigranten.

In Artikel 3 werden Überwachungsausschüsse damit beauftragt, Haftbefehle für die genannten Personen auszustellen, die die Militärkommandanten bei Strafe ihrer Absetzung auszuführen hatten. Artikel 4 legt fest, dass die Ausschüsse Verhaftungen nur mit der Mehrheit von mindestens sieben anwesenden Mitgliedern beschließen konnten. Laut Artikel 5 mussten die Verhafteten zunächst in ein Untersuchungsgefängnis gebracht werden. Falls der Platz dort nicht reichte, wurden sie stattdessen unter Hausarrest gestellt. Artikel 6 bestimmt, dass sie spätestens nach einer Woche in eines der Gefängnisse verbracht werden mussten, die die Départementsverwaltungen einzurichten hatten. Laut Artikel 7 durften sie dorthin unbedingt notwendige eigene Möbel mitnehmen. Als Ende der Haftzeit wurde der Friedensschluss festgelegt, dessen Datum noch niemand kannte. Artikel 8 legt fest, dass die Inhaftierten die Kosten ihrer Haft zu gleichen Teilen selbst zu tragen hatten. Artikel 9 verpflichtet die Überwachungsausschüsse, dem Sicherheitsausschuss über alle Verhaftungen Bericht zu erstatten. Artikel 10 ermächtigt die Zivil- und Strafgerichte, Personen, gegen die wegen eines Delikts von einer Anklageerhebung abgesehen worden war oder die freigesprochen worden waren, ebenfalls als Verdächtige in die neuen Haftanstalten zu schicken.

## Folgen
Wer als verdächtig inhaftiert werden sollte, war im Gesetz so vage definiert, dass dem Denunziantentum Tür und Tor geöffnet war. Am 29. September 1793 wurde mit dem allgemeinen Maximum, das Höchstpreise für Löhne und Waren festlegte, eine weitere Forderung der Sansculotten erfüllt: Wer dagegen verstieß, fand sich ebenfalls auf der immer längeren Liste der Verdächtigten und bald darauf im Gefängnis wieder.
Wie viele Personen auf der Grundlage dieses Gesetzes insgesamt ihre Freiheit verloren, lässt sich nicht sicher feststellen. Der deutsche Politikwissenschaftler Gilbert Ziebura geht von 300.000 bis 800.000 Personen aus, also 1–4 % der Bevölkerung Frankreichs. Nach dem britischen Historiker William Doyle nimmt man heute eine Zahl zwischen 70.000 und einer Million Inhaftierten an. Genaueres weiß man nur über Paris: Dort wurden 9.249 Personen inhaftiert, was etwa 2 % der Stadtbevölkerung entspricht. Die durchschnittliche Haftdauer betrug acht Monate.
Bei vielen Betroffenen blieb es nicht bei der Inhaftierung: Sie wurden von den Revolutionstribunalen vernommen, die im März 1793 zur Ahndung politischer Verbrechen eingerichtet worden waren. Dies verschärfte sich noch mit dem Prairial-Gesetz vom 10. Juni 1794, das die Todesstrafe gegen alle „Feinde des Volkes“ verbindlich festschrieb. Eine weitere Verschärfung beschloss der Konvent am 26. Februar 1794 mit den Ventôse-Dekreten: Von nun an wurde das Eigentum aller Verdächtigten eingezogen, ihre Nachkommen damit faktisch enterbt. Dies hatte Louis Antoine de Saint-Just in seiner Funktion als Représentant en mission bereits am 11. Februar 1794 mit einem Verdächtigen in Doullens gemacht, damals noch ohne Rechtsgrundlage.
Mit dem Gesetz über die Verdächtigen wurde der Terror, der bereits seit 1792 von unten wiederholt praktiziert worden war, offizielle Regierungspolitik. Die britischen Historiker Barry Coward und Julian Swann bezeichnen das Gesetz deshalb als „one of the foundation stones of the Terror“. Ernst Schulin datiert den Beginn der Terreur auf den 17. September 1793, als das Gesetz erlassen wurde.
Die Ventôse-Dekrete von Februar und März 1794 sahen vor, dass das Eigentum der Verdächtigen eingezogen und an Bedürftige verteilt werden sollte. Doch dazu kam es nicht. Nach dem Sturz Maximilien de Robespierres und dem Ende der Terrorherrschaft am 9. Thermidor (27. Juli 1794) ließ die „revolutionäre Paranoia“ nach. Das Gesetz über die Verdächtigen wurde aufgehoben, die überlebenden Inhaftierten wurden en masse entlassen und erhielten ihr beschlagnahmtes Eigentum zurück.